# Raionul Bohoduhiv, Harkov
Bohoduhiv (în ucraineană Богодухівський район, transliterat: Bohoduhivskîi raion) este un raion în regiunea Harkiv, Ucraina. Are reședința la Bohoduhiv.
Are o suprafață de 4.510,3 km². Populația este de 128.400 locuitori, determinată în 2020.